# Maria Strick
Pour les articles homonymes, voir Strick.

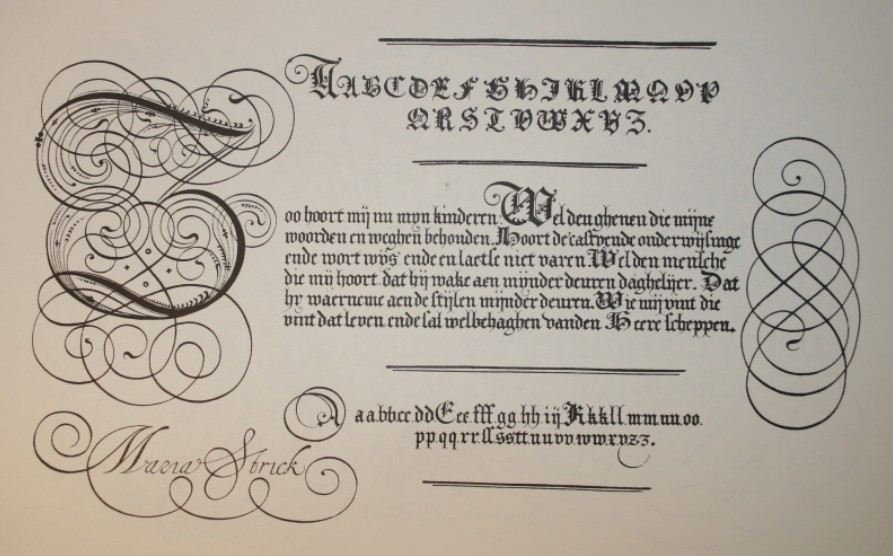
Exemple par Maria Strick, 1618.

Maria Strick est un maître écrivain, née en 1577 à Bois-le-Duc, morte à Rotterdam vers 1625. Elle est aussi connue sous son nom de jeune fille, Maria Becq.

## Biographie
Elle est fille du maître d’école Caspar Becq (mort en 1606), dont la famille se déplace à Delft où son père établit une école dès 1589. Elle fut élève de son père, puis de Jan van den Velde et de Felix van Sambix. Elle épouse en juin 1598 le cordonnier Jan Strick. Elle eut au moins deux filles et deux garçons.
Elle reprend en 1606 l’école de son père. La famille s'établit à Rotterdam en 1615, où Maria gère aussi une école. Là, en 1620, elle gagne un second prix de calligraphie au Prix de la Plume couronnée derrière George de Carpentier.

## Œuvres gravées
- Toneel der loflijkcke schrijfpen. Ten dienste van de const-beminnende jeucht, int licht gebracht door Maria Strick. Fransoysche School-houdende binnen de wydt vermaerde stadt Delff. Ghesneden door Hans Strick. Delft : 1607. cat. Warmelink n° 625. Les planches sont datées entre 1607 et 1609. Facsimilé : Nieuwkoop, Miland Publishers, 1970. La Haye KB. Amsterdam UB.

Il existe une réimpression par Jan Janssen (Amsterdam : 1618). Amsterdam UB.
- Christelycken ABC inhoudende vierentwintich exemplaren van verscheyden geschriften seer bequeaem ende dienstelijkck voor de joncheijdt in de constighe rijmen vervaet. Geschreven en int licht gebracht door Maria Strick Fransoysche School houdende binnen de wydt vermaerde stadt Delff. Gesneden door Hans Strick. [Rotterdam : Jan van Waesberghe], 1611. La Haye KB, Amsterdam UB. Croiset 2005 p. 33-34, Cat. Muller n° 159.
- Schat oft voorbeelt ende verthooninge van verscheyden geschriften ten dienste vande liefhebbers der hooch-loflycker konste der penne. Mitsgaders de fondamenten der selve schrifte. Int licht gebracht door Marie Strick Fransoische-school houdende binnen de wijt vernaemde koopstadt Rotterdam. Gesneden door Hans Strick. Sans lieu : 1618, troisième édition (les deux précédentes ne sont pas localisées). La Haye KB. Amsterdam Rijksprentenkabinet. Cette édition présente un portrait de l'auteur à l'âge de 41 ans gravé par Willem Jacobszoon Delff, dont un dessin préparatoire est conservé à Paris, Institut néerlandais. Deux planches repr. dans Jessen 1936 pl. 30 et 46.
- Fonteyne des levens dat is schoone troostelijcke Biblissche spreuchen voor aengevochten ende bedroefde herten na d'ordre van t' A.B.C.: mede seer nut ende bequaem voor alle beminders der pennen. Int licht gebracht door Maria Strick Francoysche schoelehoudende tot Rotterdam. Hans Strick sculp. Sans lieu : 1624. Amsterdam UB. Croiset 2005 p. 34. Une planche reproduite dans Mediavilla 1993 p. 223.
- Trois gravures exécutées par son mari, avec des vers tracés et gravés par Maria Strick :

Moïse tenant les tables de la Loi,
TGebedt onses Heeren Iesu Christi [le Notre Père] en 1624 (Cat. Warmelink n° 626),
Tableau de la Justice. Sur les côtés les scènes de Zaleucus et de Cambises, en dessous 16 vers hollandais et français calligraphiés avec les figures de la Foi et de la Paix. Gravure éditée à Delft par Robb. de Baudousz et H. Strick. Cat. Muller n° 242.

## Œuvres manuscrites
- Le Cat. Muller (n° 160) cite trois pièces manuscrites en hollandais, français et allemand.